# MyBB
A MyBulletinBoard (rövidítve: MyBB) egy teljesen ingyenes fórummotor, mellyel egyszerűen létrehozható saját online közösség. A MyBB PHP nyelvben íródott, az adatokat MySQL adatbázisban tárolja. Számos téma/sablon érhető el hozzá, mellyel könnyedén megváltoztatható a fórum megjelenése. A különféle pluginok használatával új funkciókkal, tulajdonságokkal  bővíthető. Telepítése és kezelése könnyen elsajátítható.

## Tulajdonságok

### Általános tulajdonságok
- Végtelen számú felhasználó, fórum, hozzászólás, téma stb.
- MySQL Teljes szövegű keresés (MySQL 4.1+).
- Testreszabható sablon rendszer.
- Több nyelven is elérhető.
- PHP-ban íródott, MySQL-kompatibilis.

### Felhasználói tulajdonságok
- Felhasználói vezérlőpult.
- Saját profil beállítás.
- Saját profil mezők.
- Privátüzenet-küldő rendszer üzenetkövetéssel és külön létrehozható mappákkal.
- Hírnév rendszer.
- Aláírás, avatar, barát és mellőzött lista és fórumfeliratkozások.

### Hozzászólás küldése
- Egyszerre több fájl is csatolható egy hozzászóláshoz.
- Automatikus kicsinyítés csatolt képekhez.
- Hangulatjelek és BB-kódok használata.
- Gyors moderációs lehetőségek.
- E-mail-értesítés új hozzászólás érkezése esetén.
- Szavazás létrehozás a témához.
- Többszörös idézés (több hozzászólást idéz egy válaszban).

### Téma megjelenítés
- Rétegzett vagy lineáris megjelenítés.
- Témák nyomtatható verziójának megtekintése.
- Témákra fel lehet iratkozni vagy a kedvenc témák listájához adni.
- Téma elküldése e-mailben.
- Gyors válasz.
- Téma/Hozzászólás jelentése moderátornak.

### Moderációs tulajdonságok
- Külön beállítható moderátori jogosultságok.
- Moderátori tevékenységek naplózása.
- Témák nyitása, zárása, kiemelése, kiemelés megszüntetése.
- Inline moderáció.
- Testreszabható moderációs opciók.

### Adminisztrációs tulajdonságok
- Fórumközlemények kezelése.
- Jogosultságok kezelése (Felhasználói csoportok, fórumok, adminisztrátorok és moderátorok).
- Hangulatjelek, BB kódok, üzenet ikonok, szűrők kezelése.
- Felhasználók kezelése.
- Felhasználók kitiltása (IP-cím, e-mail-cím vagy felhasználónév alapján).
- Karbantartási feladatok.

### Egyéb tulajdonságok
- Online felhasználók listája.
- Esemény alapú naptár (privát és publikus eseményekkel).
- Testreszabható súgó.
- Felhasználók listázása.
- Fórumvezetők listázása.
- Fórumstatisztika.